# MindDecider
«MindDecider» — программа для многокритериального анализа и обработки информации, наглядно представленной в виде дерева объектов с различными свойствами и поведением, зависящими от времени и/или других объектов. Разработчики позиционируют MindDecider, в которой упрощённый интерфейс сочетается с доступом к достаточно сложному математическому аппарату, как инструмент для аналитической работы, ориентированный на неспециалиста.

## Описание и возможности
MindDecider предназначен для использования как в научных исследованиях, так и для принятия решений при управлении проектами, отдельными задачами и управлении временем. В своих проектах пользователь может использовать уже подготовленные объекты с их свойствами из различных предметных областей (химические элементы, физические постоянные, математические константы, акции фондовых бирж и пр.) или же создавать свои. Для того, чтобы установить свойства (критерии и ресурсы) любых  объектов и их поведения, можно использовать числовые оценки, простые функции, скрипты на языке программирования C#, текст, время и многое другое. При обработке данных в проектах могут применяться методы многокритериального анализа  (MCDA англ.) и анализа иерархий (МАИ), а также различные методы принятия решений:  SMART, PAPRIKA, MAUT, PROMETHEE, MACBETH и т.д.
В MindDecider имеется возможность каждый проект для удобства восприятия представить в виде так называемых  «карт памяти», хронологии, электронных таблиц или же текстового документа.
В версии PRO доступна коллективная (сетевая) работа над проектом с разграничением прав доступа, проведением «мозгового штурма» среди соавторов проекта, экзамена, коллективной оценки и др., использование инструмента для анализа e-mail, парсера и пр, а также WEB-доступа, с помощью которого можно (в том числе и удалённо) получить или изменить данные в проекте.

## Формат файлов
MindDecider использует для хранения своих данных открытый формат файлов на основе XML: mdp – для проектов и mda – для предметных областей.
Импорт данных возможен из буфера обмена, фалов формата TXT, CSV, TSV, DBF и SQL и графических форматов JPG, PNG и BMP. Экспорт - в TXT, CSV, XML,  HTML, DBF, PPT (формат Microsoft PowerPoint), PNG и JPG.

## История
Программа MindDecider создана компанией LLC "MindX2" в 2008 году. В 2014 году журналом "PC Magazine/RE" системе MindDecider PRO была присвоена премия "Best SOFT 2014".
Последняя версия программы (v.15.12.22) вышла осенью 2016. В настоящий момент разработка системы продолжается.